# Batomys uragon
Batomys uragon (Balete, Rickart, Heaney & Jansa, 2015) è un roditore della famiglia dei Muridi endemico dell'isola di Luzon.

## Descrizione

### Dimensioni
Roditore di medie dimensioni, con la lunghezza della testa e del corpo tra 181 e 206 mm, la lunghezza della coda tra 128 e 171 mm, la lunghezza del piede tra 35 e 40 mm, la lunghezza delle orecchie tra 20 e 22 mm e un peso fino a 220 g.

### Aspetto
La pelliccia è lanosa, le parti dorsali sono bruno-dorate mentre quelle ventrali sono giallo-grigiastre. Gli occhi sono circondati da anelli di pelle nuda. Le orecchie sono relativamente corte, marroni chiare e cosparse di piccoli peli brunastri. Le zampe sono larghe, il dorso di quelle anteriori è attraversato da una banda longitudinale marrone scura, mentre il dorso di quelle posteriori è marrone scuro con i lati bruno-dorati. I palmi e le piante sono rosati. Gli artigli sono opachi ed alla loro base è presente un ciuffo di peli chiari. La coda è più corta della testa e del corpo, è uniformemente scura e rivestita di scaglie, da ognuna delle quali sorgono tre peli. Il cariotipo è 2N=52 FN=52.

## Biologia

### Comportamento
È una specie parzialmente arboricola.

### Alimentazione
Si nutre di parti vegetali e semi.

## Distribuzione e habitat
Questa specie è endemica del Monte Isarog, sull'isola di Luzon, nelle Filippine.
Vive nelle foreste montane e muschiose tra 1.350 e 1.800 metri di altitudine.

## Conservazione
Questa specie, essendo stata scoperta solo recentemente, non è stata sottoposta ancora a nessun criterio di conservazione.